# Federazione pallavolistica del Ciad
La Federazione ciadiana di pallavolo (fra. Fédération Tchadienne de Volley-Ball, FTV) è un'organizzazione fondata per governare la pratica della pallavolo in Ciad.
Organizza il campionato maschile e femminile, e pone sotto la propria egida la nazionale maschile e femminile.
Ha aderito alla FIVB nel 1964.